# Trachurus trachurus
El  jurel o chicharro (Trachurus trachurus) es una especie de pez perciforme de la familia Carangidae. Es un pez azul distribuido ampliamente por el Atlántico norte desde Senegal hasta Islandia, y por todo el Mediterráneo. 

## Usos
Es muy utilizado en el Principado de Asturias, Cantabria, el País Vasco y en las Islas Canarias, habitualmente frito, como comida tradicional, usualmente acompañado de patatas guisadas, queso blanco y mojo verde o rojo, o asado con refrito de ajos y chorro de vinagre para rematar el plato.[cita requerida]
En las poblaciones del interior de España es costumbre preparar jurel en escabeche, en algunas ocasiones servidos en latas.

## Galería de imágenes

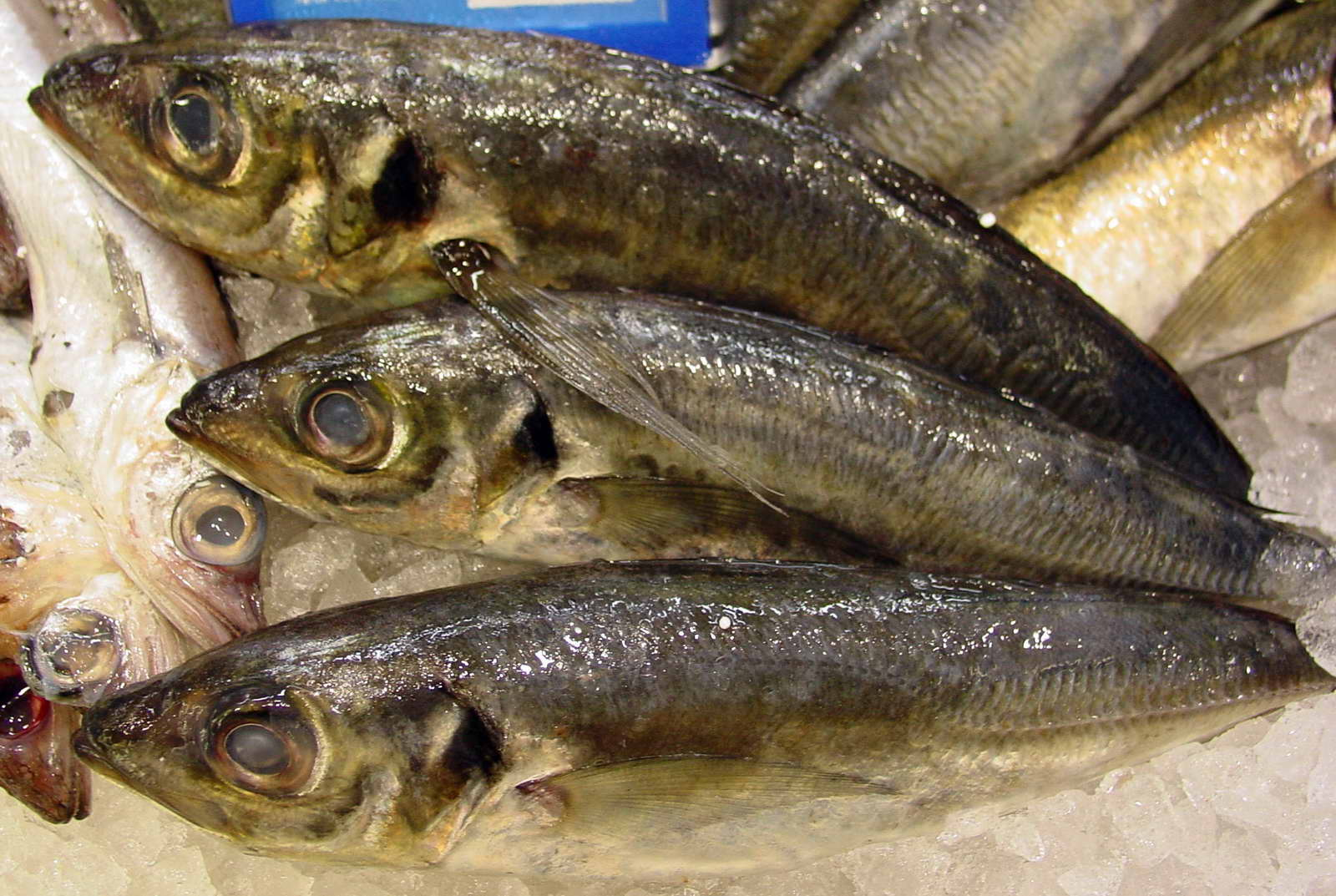
Jureles en el mercado.
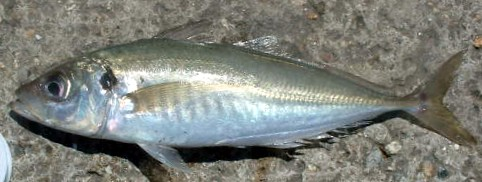
Chicharro.
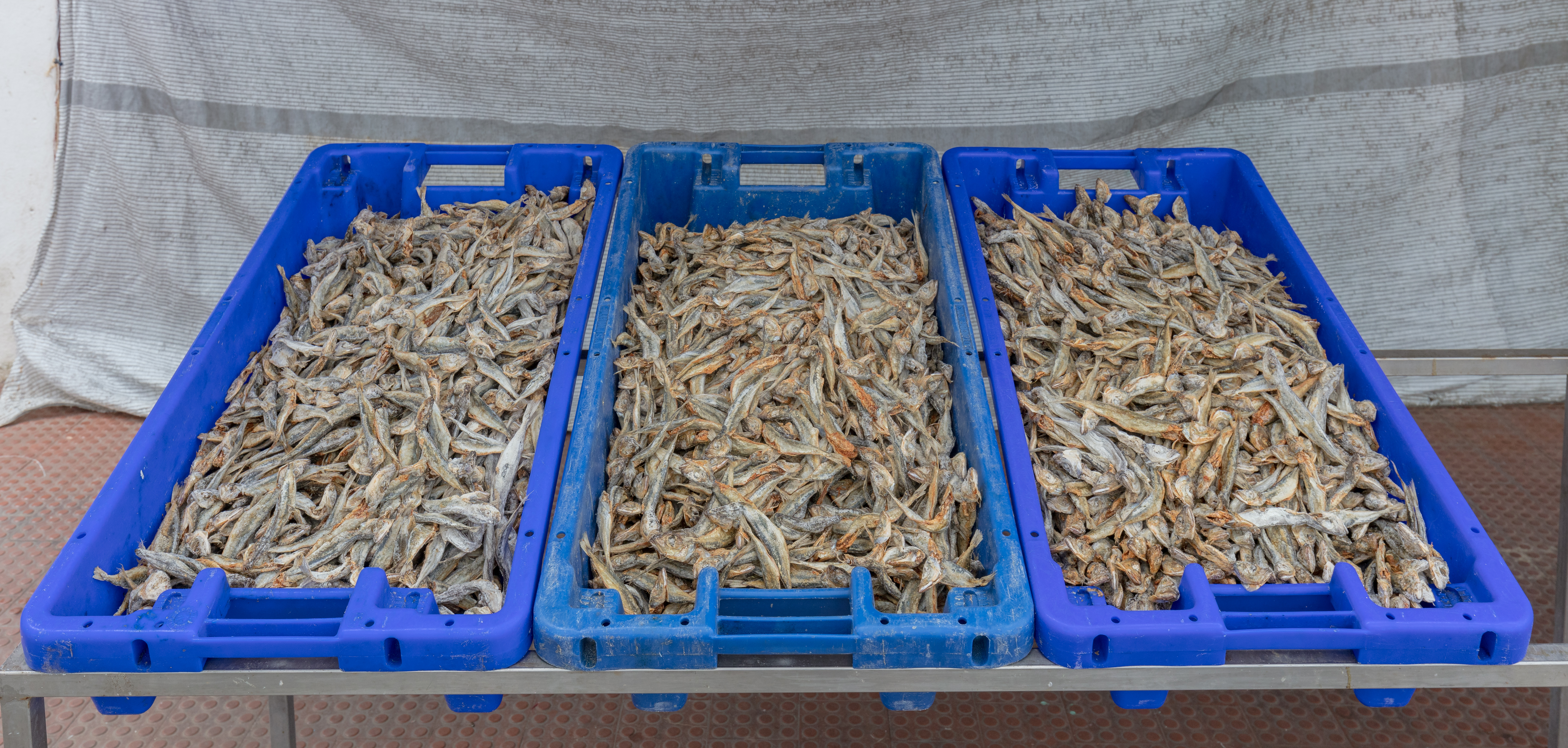
Chicharros secos en un mercado de las Azores.